# 'Ndrina Belfiore
La 'ndrina Belfiore è una organizzazione criminale calabrese di Gioiosa Jonica con insediamenti anche a Torino, in Francia e Spagna.

## Storia
A Torino stringono alleanze con gli Ursino-Macrì.
Il 26 giugno 1983 fanno uccidere insieme agli Ursino a Torino il magistrato Bruno Caccia.
Per l'omicidio viene condannato all'ergastolo Domenico Belfiore ai tempi capobastone della cosca.
Il 29 maggio 1987 Vincenzo Pavia con l'intenzione di uccidere Francesco Di Gennaro su ordine di Saverio Saffioti uccide per sbaglio Roberto Rizzi come confessato nel novembre 2018.
Il 24 agosto 1988 Salvatore Belfiore, dopo l'arresto di Domenico, diventa il capo della famiglia e chiede e ottiene l'uccisione di Francesco Di Gennaro.
Nel 1992 sempre per volere di Salvatore Belfiore viene ucciso Saverio Saffioti.
Nel 1994 vengono sequestrati dalla distretto antimafia di Torino 5 tonnellate di droga alla cosca dei Piromalli e dei Belfiore, la droga proveniva dal Brasile, passò dal porto di Genova e giunse a Borgaro.
- Il 23 aprile 2008 nel torinese scatta l'operazione Gioco duro che porta all'arrestato di 6 persone e 115 denunciate per 5 bische clandestine. Tra i noti, Giuseppe Belfiore fratello di Domenico Belfiore.[10]
- 31 maggio 2018: Operazione Viceré contro il clan Belfiore[11][12][13][14][15].

## Esponenti di rilievo
- Domenico Belfiore, detto Mimmo, capo famiglia.[16]
- Salvatore Belfiore, detto Sasà, dopo l'arresto di Domenico divenne il capo, fu poi condannato all’ergastolo[17][18].
- Giuseppe Belfiore, reggente della famiglia.
- Placido Barresi, cognato dei Belfiore.